# محمد الرطيان
محمد الرطيان، أديب وصحفي سعودي، كتب في عدة مطبوعات. بدأ النشر في عام 1992 م في الصحافة السعودية والخليجية وعمل في الصحافة لفترة قصيرة، عبر مجلتي «فواصل» و«قطوف». يصنف الرطيان كأديب وصحفي جماهيري غير محسوب على أي تيار بالمملكة العربية السعودية نال ثقة الكثير من القراء.

## مسيرته
كتب المقالة والقصة القصيرة والقصيدة العامية في عدة صحف ومطبوعات عربية، له الآن مقالات شبه يومية تنشر في عدة صحف بالاتفاق مع صحيفة المدينةالسعودية. مثّل السعودية في المهرجان الخليجي للشعر والقصة الثامن، وتم اختياره في عدة استفتاءات كأحد أكثر الكُتاب جماهيرية في السعودية والخليج العريي، حيث فاز في استفتاء القراء لأفضل الكتاب والشعراء الذي أجرته مجلة «المختلف» الكويتية، وورد اسمه ضمن قائمة مجلة «فوربس» العالمية لأكثر 100 شخصية عربية حضورًا وتأثيرًا في العالم العربي 2011م. فاز نصه «هليل» بالجائزة الأولى في مسابقة القصة القصيرة، وحصلت روايته «ما تبقى من أوراق محمد الوطبان» على جائزة رواية العام 2010م.[بحاجة لمصدر]

## إصداراته

### كتب
- «كتاب»، دار الصحافة، 2008
- «محاولة ثالثة»، دار طوى، 2011
- «وصايا»، دار مدارك للنشر، 2012
- «أغاني العصفور الأزرق»، دار مدارك للنشر، 2014
- «ضو..ضاء» تحت الطبع سيصدر قريبا عن إحدى دور النشر العربية
- روزنامة، دار الصحافة، 2017

### رواية
- «ما تبقى من أوراق محمد الوطبان» 2009

### الأمسيات الشعرية
دُعي لمهرجانات شعرية كثيرة منها:
- الجنادرية
- القرين
- البابطين
- هلا فبراير
- مهرجان سعود بن بندر الأول
- جدة 2000

## الجوائز
حصل على جائزة المنتدى السعودي للإعلام فئة «المحتوى - تويتر» عام 2023.